# (18472) Hatada
(18472) Hatada est un astéroïde de la ceinture principale.

## Description
(18472) Hatada est un astéroïde de la ceinture principale. Il fut découvert le 12 novembre 1995 à Kitami par Kin Endate et Kazuro Watanabe. Il présente une orbite caractérisée par un demi-grand axe de 2,85 UA, une excentricité de 0,23 et une inclinaison de 1,5° par rapport à l'écliptique.

## Compléments